# Steinbach (Taunus)
Steinbach (Taunus) é um município da Alemanha, situado no distrito do Alto Taunus, no estado de Hesse. Tem 4,4 km² de área, e sua população em 2019 foi estimada em 10.665 habitantes.